# Ибро Шарич
Ибро Шарич (на босненски: Ibro Šarić) е шахматист от Босна и Херцеговина, гросмайстор.

## Биография
Роден е на 20 февруари 1982 година в град Cazin, тогава в СФР Югославия, днес Босна и Херцеговина. Международен майстор от 2005 г. и гросмайстор от 2007 г.

## Турнирни резултати
- 2002 – Кастав (първо-второ място в турнира за международни майстори „Hotel Opatija“)[1]

## Участия на шахматни олимпиади
| Година | Организатор | Отбор               | Класиране (отборно) | Дъска    |
| 2006   | Торино      | Босна и Херцеговина | 41                  | Четвърта |
| 2008   | Дрезден     | Босна и Херцеговина | 30                  | Трета    |